# 梭边蟹
梭边蟹（学名：Xanthasia murigera）为豆蟹科棱边蟹属的动物。分布于日本、斐济岛、新喀里多尼亚、帕劳岛、伊里安岛、菲律宾、丹老群岛、安达曼群岛、莫桑比克以及中国大陆的西沙群岛等地，生活环境为海水，一般与砗磲共栖。